# Џоу Донгју
Џоу Донгју (кин: 周冬雨; рођена у Шиђаџуангу у Хебеју), је кинеска глумица. Стекла је популарност након што се појавила у филму Џанга Јимоуа Испод стабла глога. 2016. године освојила је награду Златни коњ за најбољу главну глумицу својом улогом у ''Сродној души''. 2020. године освојила је филмску награду у Хонг Конгу за најбољу глумицу и награду Златни пијетао за најбољу глумицу својим наступом у Бољим данима.
Џоу је била на 71. мјесту Форбсове листе 100 славних у Кини 2017. године, 7. мјесто у 2019. и 3. мјесто у 2020. години.

## Биографија
Џоу је рођена у Шиђаџуангу, у Хебеју.
Када је кренула у трећи разред основне школе, њен отац је погинуо у саобраћајној несрећи, а мајка се касније преудала. Бавила се гимнастиком као дијете и придружила се гимнастичком тиму Шиђаџуанга са 12 година. Основну и средњу школу је завршила у родном Шиђаџуангу. Њена глумачка каријера почиње 2010. године када Џанг Јимоу, живи најпознатији и међународно најпризнатији кинески редитељ, одабрао је Џоу Донгју из преко 8.000 глумица на аудицији да глуми у његовом филму Испод стабла глога. Иако је Џоу била средњошколка без икаквог глумачког искуства, Џанг је у њој видио огроман потенцијал. Џоу је затим била примљена на престижну Пекиншку филмску академију  2011. године, на којем је и дипломирала 2015. године.